# Eremiaphila savignyi
Eremiaphila savignyi är en bönsyrseart som beskrevs av Lefebvre 1835. Eremiaphila savignyi ingår i släktet Eremiaphila och familjen Eremiaphilidae. Inga underarter finns listade i Catalogue of Life.